# Janko Čmelik
Janko Čmelik (en serbe cyrillique : Јанко Чмелик ; en slovaque : Janko Čmelík ; né le 16 novembre 1905 à Stara Pazova - mort le 12 mai 1942 à Sremska Mitrovica) était un ouvrier yougoslave d'origine slovaque. Il a combattu aux côtés des Partisans communistes de Tito et a reçu le titre de Héros national de la Yougoslavie.

## Biographie
Janko Čmelik est né le 16 novembre 1905 à Stara Pazova, une ville qui, à l'époque, faisait partie de l'empire d'Autriche-Hongrie et qui, aujourd'hui, se trouve en Serbie, dans la province de Voïvodine. Après ses études élémentaires, il devint salarié et s'intégra très vite au mouvement politique ouvrier. En 1935, il devint membre du Parti communiste de Yougoslavie (KPJ).
En 1937, Janko Čmelik devint chef de cellule du parti puis secrétaire du Comité local du KPJ à Stara Pazova et, en 1908, il fut élu secrétaire par intérim du Comité du Parti communiste pour la région de Stara Pazova. En 1940, il fut élu membre du Comité de district pour la Syrmie.
Dans ces fonctions, il fut un des organisateurs de la grève des travailleurs agricoles de Stara Pazova et travailla activement avec la jeunesse locale, si bien que, en 1938, il créa le premier noyau des Jeunesses communistes dans la ville. Il participa à la création d'une salle de lecture slovaque, dont il devint secrétaire en 1936. En 1939, il fut élu président de l'Office des terres (Zemljišna zajednica), qui avait comme mission de répartir les domaines terriens de l'État.
Lors de la Guerre d'avril en 1941,  Janko Čmelik se retrouva dans l'armée et, après la capitulation du royaume et son invasion par les forces de l'Axe, il fut emmené en captivité en Allemagne comme des milliers d'officiers et de soldats. En juin 1941, il réussit à s'échapper de son camp d'internement et retourna à Stara Pazova, où il contribua à préparer l'insurrection dans cette partie de la Syrmie. 
Devenu secrétaire politique du Comité de régional du Parti communiste pour Stara Pazova, il travailla à renforcer les groupes armés, à établir entre eux des connexions et à ravitailler les clandestins. En tant que membre du Comité de district pour la Syrmie, il participa à la création du Détachement de Partisans du Danube (Podunavski partizanski odred) et à la récupération d'un groupe de communistes qui, en août 1941, réussit à s'évader de la prison de Sremska Mitrovica. 
Fin 1941, il fut arrêté et torturé par les Oustachis ; soigné à l'hôpital de Zemun, il fut ensuite transféré à la prison de Sremska Mitrovica puis conduit à Vukovar, où il fut de nouveau torturé. Il fut condamné à mort le 2 mai 1942 et exécuté le 12 mai 1942 à Sremska Mitrovica.
Après la guerre, Janko Čmelik a été enterré dans un tombeau commun avec Slobodan Bajić Paja, Boško Palkovljević Pinki et Stanko Paunović Veljko dans le cimetière commémoratif de Sremska Mitrovica. Il a été honoré du titre de Héros national de la Yougoslavie le 25 octobre 1943. L'école élémentaire de Stara Pazova porte son nom.